# تومويوكي هيجوتشي
تومويوكي هيجوتشي (باليابانية: 樋口 知行) (2 مارس 1985 في شيزوكا في اليابان – )؛ هو لاعب كرة قدم ياباني سابق كان يلعب كمهاجم.

## وصلات خارجية
- تومويوكي هيجوتشي على موقع رابطة كرة القدم اليابانية للمحترفين (اليابانية)